# Волховская губа
Во́лховская губа́ — залив в южной части Ладожского озера. В Волховскую губу впадают реки Волхов, Сясь и Воронежка. В устье Волхова, на южном берегу губы, находится город Новая Ладога и селения Креницы и Сясьские Рядки, а на восточном берегу губы — селения Вороново, Кириково и Сторожно.

## География
Губа вдаётся в южный берег Ладожского озера между северной оконечностью острова Птинов — мысом Воронов (60°16' N, 32°05' Е) — и расположенным в 23,5 милях к северо-востоку от него мысом Стороженский. Западный и южный берега, а также южная часть восточного берега губы поросли тростником, кустарником и местами лесом. Здесь находятся пристанища и места гнездования водоплавающей птицы. Растут черника, брусника, грибы.
Глубины в средней части Волховской губы достигают 12—20 метров. к берегам постепенно уменьшаются. Приглуб западного берега губы менее значительный, от которого изобата 5 м пролегает на расстоянии около 5,5 км. От восточного берега губы изобата 5 м проходит на расстоянии от 0,9 до 3,0 км. Грунт в губе — песок и песок с илом, у западного берега и у мыса Шурягский Нос грунт — песок с камнем и камень.
Волховская губа подвержена влиянию северо-западных и северных ветров, создающих в губе сильное волнение.
В губе расположены острова — Птинов, Варецкие Банки, Сухо.

## Судоходство
При западных, южных и восточных штормовых ветрах суда с осадкой до 2 м могут отстаиваться на якоре у подветренного берега, а также в бухте Шурягская. От северо-западных и северных штормовых ветров можно укрыться в гавани Новая Ладога и в устье реки Сясь.
При плавании в Волховской губе ориентирами могут служить: остров Сухо, здания церквей в селениях Дубно, Креницы, Немятово 1-е, Иссад, Сясьские Рядки, собор в городе Новая Ладога, а также трубы котельных в посёлке Сясьстрой.

## Топографическая карта
- Лист карты P-36-XXXIII,XXXIV Новая Ладога. Масштаб: 1 : 200 000. Указать дату выпуска/состояния местности.